# ミサイル経由追尾
ミサイル経由追尾（英語: Track-via-missile, TVM）は、ミサイルが受信した目標の情報を地上へ転送し、地上からミサイルに対して指令誘導を行うという誘導方式。電波または光波ホーミング誘導に指令誘導を組み合わせたような複合誘導方式である。

## 概要
セミアクティブ・レーダー・ホーミング（SARH）誘導の場合、発射母体などミサイル外部にある送信機が目標に照射した電波（レーダー波）の反射波をミサイルの受信機で捉えて、これに基づいて自らを目標に導く。これに対し、電波を媒体とするTVM誘導の場合は、反射波をミサイルの受信機で捉えるところまではSARH誘導と同様だが、その情報は無線通信を通じて地上の射撃統制システムにダウンリンクされて、信号処理・誘導計算はこちらで行われる。地上側では、自身のレーダーによるミサイルと目標の追尾データ、それとミサイルから送信されてきた反射波のデータに基づき、ミサイルが比例航法を行うように飛翔コースを計算して、アップリンクを通じて指令誘導を行う。
この方法は、他の指令誘導方式と異なりミサイルが目標に接近するほど精密な情報を得られる一方、電波ホーミング誘導と違って高価な誘導装置を地上に置ける利点がある。また敵のジャミングやデコイへの耐性にも優れる一方、他の指令誘導方式と比べてミサイルと指令点との情報のやり取りが多くなることから、電子防護の配慮が必要となる。なお、パトリオットのような地対空ミサイルでは上記のように電波を媒体として用いるが、96式多目的誘導弾システムのような対戦車ミサイルでは、誘導に用いる媒体は光波、またミサイルとの通信も光ファイバーなどを用いた有線誘導ミサイルとされることもある。